# 韓起鎬
韓起鎬（：／ Han Gi-ho，1952年10月1日—），大韓民國保守派政治人物，第18到19、21屆國會議員。